# LAST ANGEL (倖田來未の曲)
「LAST ANGEL」（ラスト・エンジェル）は、日本の歌手・倖田來未の楽曲で、韓国の男性グループ・東方神起とのコラボレーション・ソングである。2007年11月7日にrhythm zoneより倖田の38作目のシングルとして発売された。

## 解説
前作『愛のうた』以来約2か月ぶりのリリースで、シングル表題曲でフィーチャリングアーティストを迎えるのは、本作で5作目となった。
東方神起とのコラボのきっかけは、2006年に韓国で開かれた「第3回アジア・ソング・フェスティバル」にて競演し、2007年の夏にも野外ライブイベント「a-nation」で顔を合わせ、意気投合。「何か一緒に作ろう」という話から実現した作品である。
なお、東方神起にとっては初めてのコラボ作となった。
「CDのみ」「CD＋DVD」の2形態で発売、ジャケットもそれぞれ異なっている。また、先着購入者に特典として、撮りおろし写真を使用した「倖田來未×東方神起スペシャル・ポストカード」がプレゼントされた。
2007年11月19日付のオリコン週間シングルランキングで最高3位を記録した。
2008年1月23日に発売された東方神起の3rdアルバム『T』には「LAST ANGEL -TOHOSHINKI ver.-」という東方神起のみのヴァージョンが収録された。

## 収録曲
| #         | タイトル                                    | 作詞             | 作曲                                             | 編曲                                             | 時間  |
| --------- | ------------------------------------------- | ---------------- | ------------------------------------------------ | ------------------------------------------------ | ----- |
| 1.        | 「LAST ANGEL feat.東方神起」                | Kumi Koda H.U.B. | Negin Ian-Paolo Lira Hugo Lira Thomas Gustafsson | Negin Ian-Paolo Lira Hugo Lira Thomas Gustafsson | 3:50  |
| 2.        | 「Dear Family」                             | Kumi Koda        | Tomokazu "T.O.M" Matsuzawa                       |                                                  | 4:50  |
| 3.        | 「LAST ANGEL feat.東方神起 (Instrumental)」 |                  |                                                  |                                                  | 3:48  |
| 4.        | 「Dear Family (Instrumental)」              |                  |                                                  |                                                  | 4:51  |
| 合計時間: | 合計時間:                                   | 合計時間:        | 合計時間:                                        | 合計時間:                                        | 17:19 |

| #  | タイトル                                    | 作詞 | 作曲・編曲 |
| -- | ------------------------------------------- | ---- | ---------- |
| 1. | 「 LAST ANGEL feat.東方神起 (Music video)」 |      |            |
| 2. | 「LAST ANGEL feat.東方神起 (Making video)」 |      |            |

## タイアップ
- ソニー・ピクチャーズ エンタテインメント配給映画『バイオハザードIII』日本公開時イメージソング[6] (#1)
- music.jpTV-CFソング (#1)

## 収録アルバム

### 倖田來未
- LAST ANGEL feat.東方神起
  - 『Kingdom』
  - 『BEST 〜third universe〜』
  - 『OUT WORKS & COLLABORATION BEST』

### 東方神起
- LAST ANGEL
  - 『T』(TOHOSHINKI ver.)

## 収録ライブ映像

### 倖田來未
※は東方神起との共演。
- LAST ANGEL
  - 『KODA KUMI LIVE TOUR 2007 〜Black Cherry〜 SPECIAL FINAL in TOKYO DOME』※
  - 『KODA KUMI LIVE TOUR 2008 〜Kingdom〜』
  - 『KODA KUMI 2009 TAIWAN』(メドレー)
  - 『KODA KUMI LIVE TOUR 2010 〜UNIVERSE〜』(メドレー)
  - 『Koda Kumi Hall Tour 2014 〜Bon Voyage〜』(メドレー)
  - 『Koda Kumi 15th Anniversary First Class 2nd LIMITED LIVE at STUDIO COAST』(WALK OF MY LIFE、ファンクラブ限定盤)

### 東方神起
※は倖田來未と共演。
- LAST ANGEL
  - 『3rd LIVE TOUR 2008 〜T〜』※